# Florentské vévodství
Florentské vévodství (italsky Ducato di Firenze) byl raně novověký stát v Itálii s centrem ve Florencii. Dědičná monarchie vznikla roku 1532 transformací Florentské republiky a roku 1569 byla povýšena na Toskánské velkovévodství. Prvním vévodou florentským byl Alexandr Medicejský. Po jeho zavraždění roku 1537 na trůn nastoupil Cosimo I. Medicejský, který po povýšení pokračoval od roku 1569 jako velkovévoda.